# Mlýn Nebákov
Mlýn Nebákov (také Vikův mlýn nebo Vilémův mlýn) je barokní vodní mlýn u rybníka Nebák, který se nachází na potoce Žehrovka.

## Historie

### Mlýn
Mlýn byl postaven již v roce 1455. Z tohoto roku také pochází první písemná zmínka. Vrchnostenský mlýn vystřídal několik majitelů včetně Elišky Smiřické, Albrechta z Valdštejna nebo Pavla Michny z Vacínova.
Barokně přestavěn byl mlýn v roce 1743. Další barokní přestavba ho potkala v roce 1770. V té době byla doložena dvě mlýnská kola a jedno stoupě. Mlýnice zabírala půl budovy a voda na mlýnské kolo proudila náhonem z rybníka Nebák. Roku 1888 byl mlýn prodán v dražbě Josefu Žídkovi. Roku 1941 byl rekonstruován náhon a o dva roky později byl mlýn zavřen. Znovuotevřen byl po druhé světové válce a fungoval až do roku 1951, kdy mlynářská živnost zanikla. Roku 1958 byl prohlášen kulturní památkou.

### Rekreační středisko
Vedle mlýna byla roku 1941 postavena rekreační chata pro ředitele Škody Plzeň, a to stavitelem Janem Lacinou ze Sobotky. Zařízení bylo později v majetku Jednoty Jilemnice. V roce 1977 bylo uzavřeno a zdevastováno. V témže roce začala rekonstrukce a novým majitelem se stal národní podnik Kolora Semily. Od roku 1990 zařízení sloužilo celoročně pro rekreaci.

## Popis

### Mlýn
Jednopatrový barokní mlýn je zděný z pískovcových kvádrů. Střechu má mansardovou. Mlýn stojí ve svahu – od hráze je mlýnice přízemní, z boční a čelní strany je mlýn jednopatrový s mansardou.
Vedle mlýna je ve skalním výklenku umístěna socha Jana Nepomuckého z roku 1940. Za mlýnem je ve skále vytesán reliéf mlynáře s mlynářskou čepicí.

### Technické vybavení
Ve mlýně byla v roce 1935 instalována Francisova turbína. Také zde byly umístěny 3 válcové stolice, loupačka a francouzský kámen. Mlýn měl i dynamo zajišťující osvětlení.

## Fotogalerie

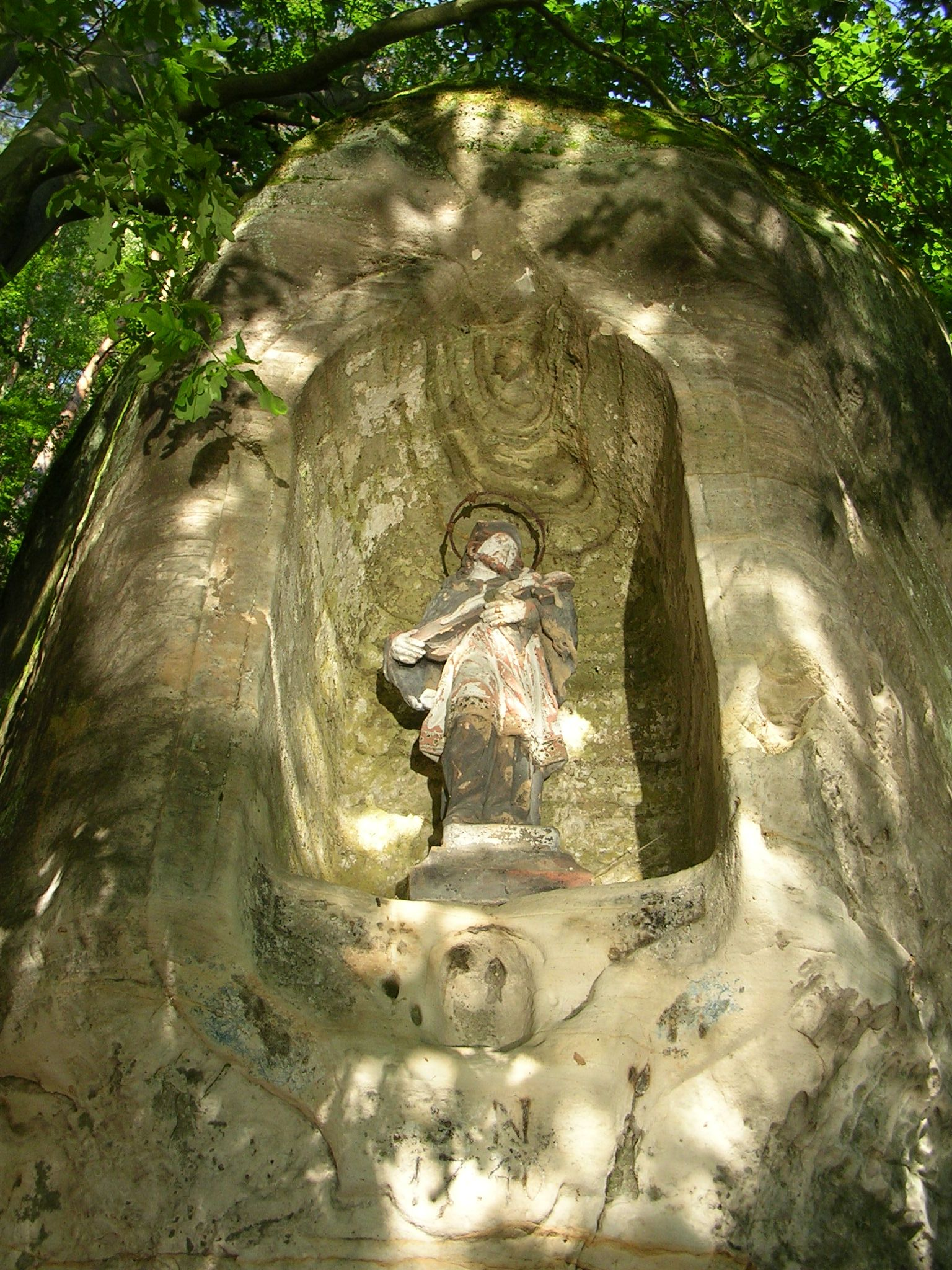
Socha svatého Jana Nepomuckého vytesaná ve skále
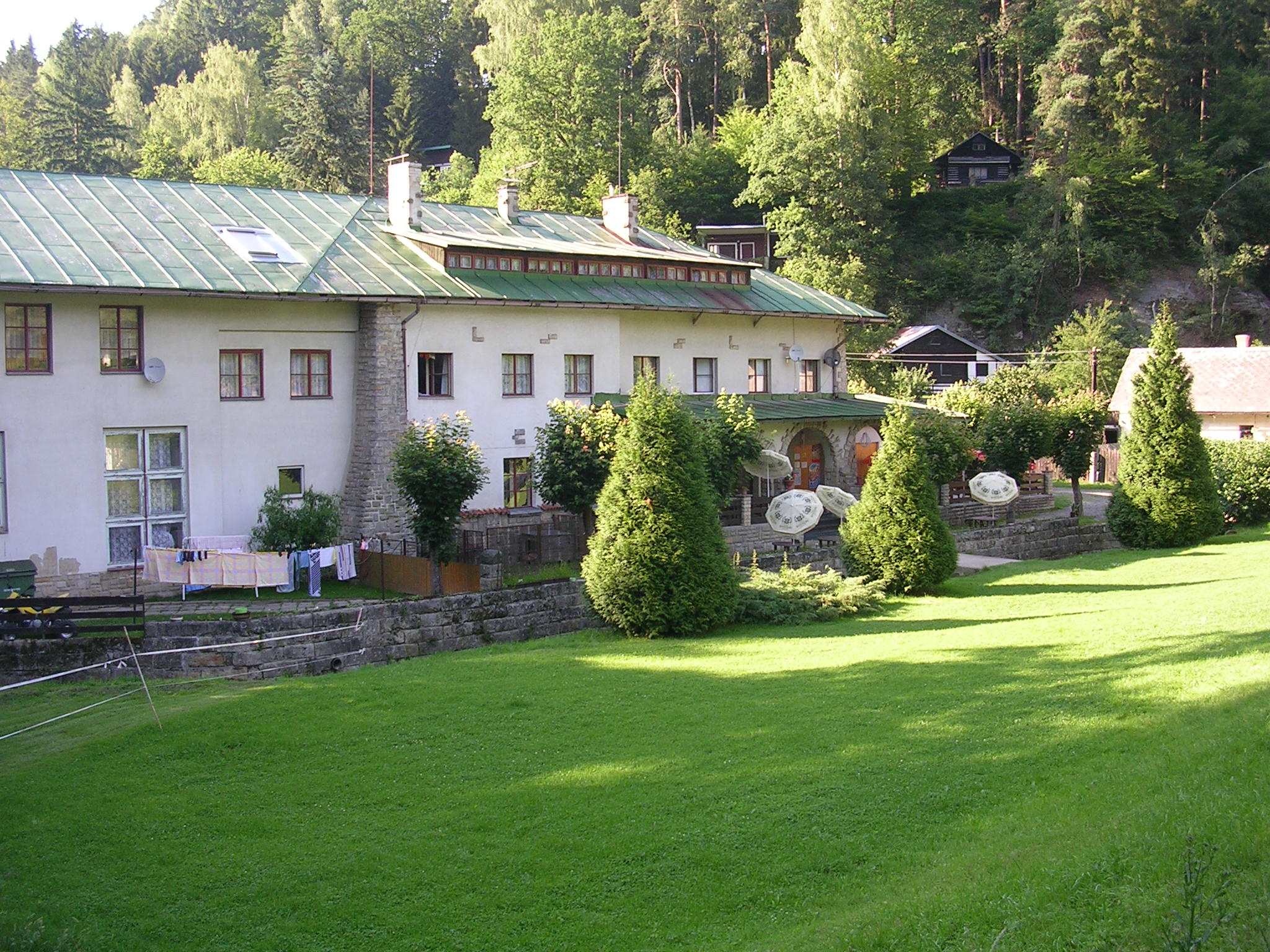
Nedaleké rekreační středisko